# Carl Binder

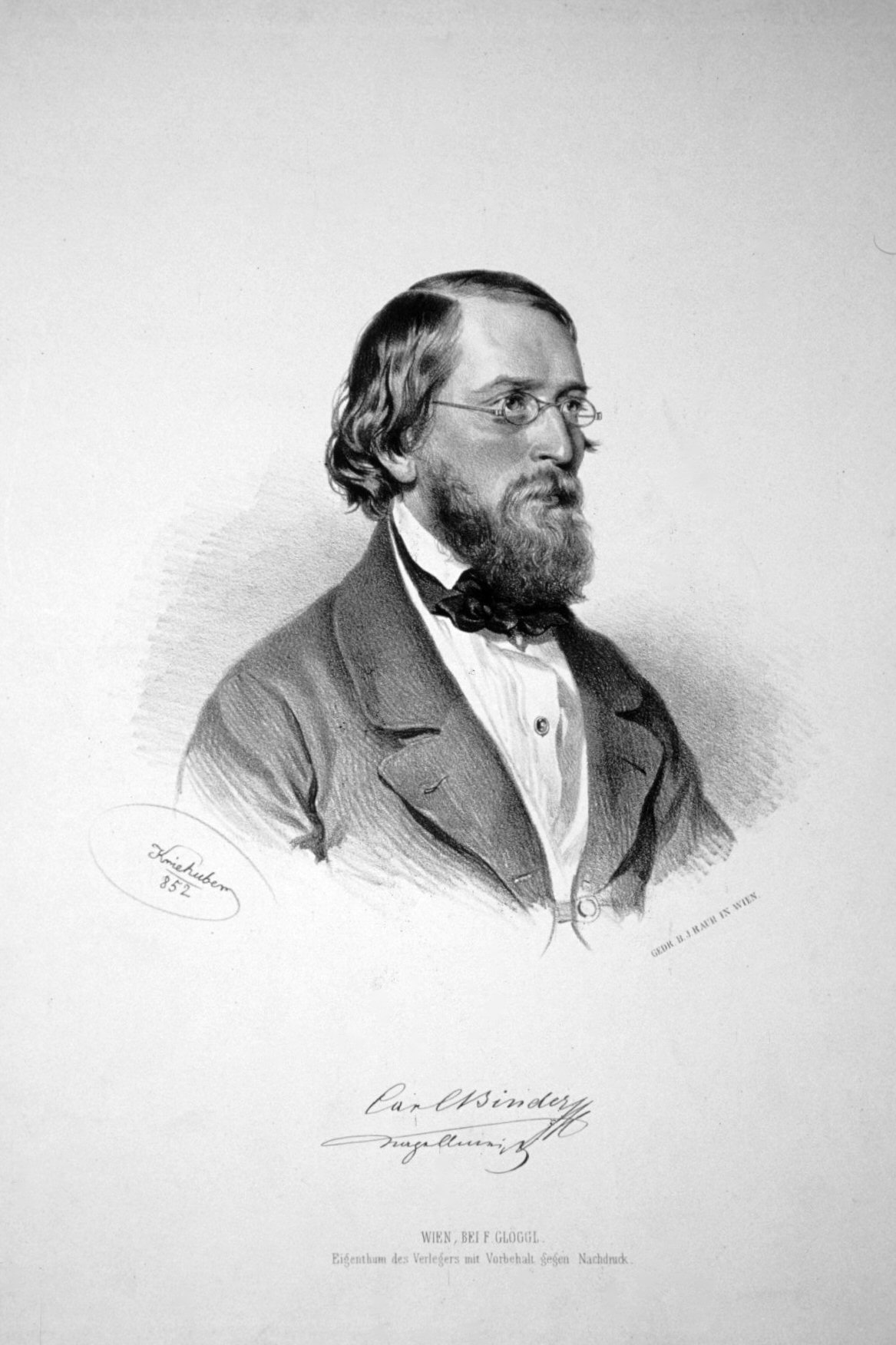
Carl Binder, Lithographie von Josef Kriehuber, 1851

Carl Binder, auch Karl Binder (* 29. November 1816 in Wien; † 5. November 1860 ebenda) war ein österreichischer Komponist und Kapellmeister.

## Leben

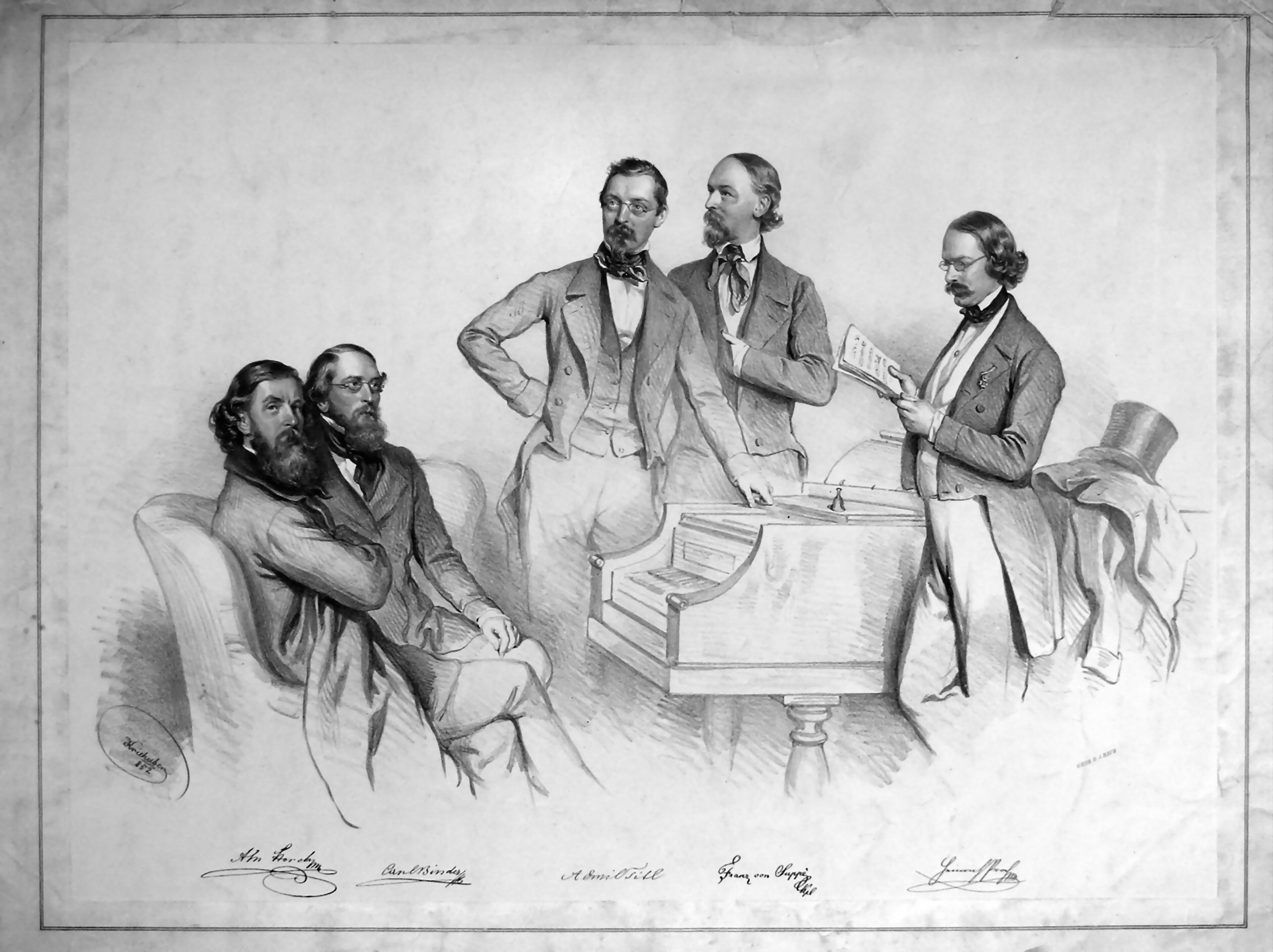
Carl Binder im Kreise von Proch, Storch, Suppé und Titl, Lithographie von Josef Kriehuber, 1852

Binder arbeitete von 1839 bis 1847 als Kapellmeister an Wiener Vorstadttheatern, seit 1840 besonders für das Theater in der Josefstadt als Nachfolger von dessen Kapellmeister Conradin Kreutzer. 1847 verschlug es ihn für kurze Zeit nach Hamburg und Preßburg; aber bereits 1848 kehrte er in seine Heimatstadt zurück, wo das Theater an der Wien und das Carltheater seine bevorzugten Wirkungsstätten waren. Von 1851 bis 1859 schrieb er die Bühnenmusik für mehrere Stücke von Johann Nepomuk Nestroy.
Als Jacques Offenbach mit seinen ersten Operetten in Paris sensationelle Erfolge feierte, lechzten auch die Wiener Theater danach, sie in einer deutschsprachigen Fassung auf die Bühnen zu bringen. Dabei gab man sie nicht im Original, sondern ließ sie von Binder nach Offenbachs Klavierauszügen instrumentieren. Binder ist auch der Komponist der Ouvertüre zu Offenbachs meistgespielter Operette Orpheus in der Unterwelt. Weil der Meister selbst kein Vorspiel dazu geschrieben hatte, in Wien aber ein solches obligatorisch war, beauftragte man Binder, nach verschiedenen Motiven des Werkes eine Ouvertüre zu schreiben.
Binder hatte zwei Söhne. Einer wurde wie sein Vater Kapellmeister, starb aber bereits im Alter von 27 Jahren. Carls Bruder, Eduard Binder, war viele Jahre als Regisseur und Schauspieler am Friedrich-Wilhelmstädtischen Theater in Berlin und am Carltheater in Wien engagiert.
Besonders berühmt wurde Binder für die Vertonung von Nestroys Wagner-Parodie Tannhäuser (UA 31. Oktober 1857 Wien, Carltheater). Binder ist auch als Opern- und Lied-Komponist (Wenn ich einmal der Herrgott wär, Text Eduard Amthor) sowie Librettist hervorgetreten.
Er ruht auf dem evangelischen Friedhof Wien Matzleinsdorf (Grab bereits aufgelassen). Binder war Mitglied der Künstlergesellschaft „Grüne Insel“. Diese finanzierte seinen Grabstein und ließ ihn mit folgender Inschrift versehen:
Im Käfig, da trillert auf lustiger Stelle

Ein Vogel gar schöne Melodei; –

Den Käfig zertrümmert ein rauher Geselle,

Der Sänger verstummt – doch ist er frei.

## Werke
- Die schlimmen Buben in der Schule (UA 10. Dezember 1847 Wien, zur Wiedereröffnung des Carltheaters)
- Der gemütliche (gutmüthige) Teufel oder Die Geschichte vom Bauer und der Bäuerin (UA 20. Dezember 1851 Wien, Carltheater)
- Kampl oder Das Mädchen mit Millionen und die Nätherin (UA 30. März 1852 Wien, Carltheater)
- Heimliches Geld, heimliche Liebe (UA 16. März 1853 Wien, Carltheater)
- Theaterg’schichten, durch Liebe, Intrigue, Geld und Dummheit (UA 1. Februar 1854 Wien, Carltheater)
- Der Treulose oder Saat und Ernte (spätere Inszenierung 4. November 1854 Wien, Carltheater)
- Wenzel Scholz und die chinesische Prinzessin (UA 28. März 1856 Wien, Carltheater)
- Umsonst! (UA 7. März 1857 Wien, Carltheater)